# 有坂秀世
有坂 秀世（ありさか ひでよ、1908年（明治41年）9月5日 - 1952年（昭和27年）3月13日）は、日本の言語学者、日本語学者。日本語の音韻史や音韻論に関して業績を遺した。上代特殊仮名遣に関する有坂の法則で知られる。

## 経歴
- 1908年（明治41年）9月5日：広島県呉市大字荘山田村字三番地二丁目七十三番地に、父有坂鉊蔵、母敏子の五男として生まれる。
- 1914年（大正4年）4月：学習院初等科入学
- 1920年（大正10年）3月：同上卒業
- 1920年（大正10年）4月：東京府立第一中学校入学
- 1924年（大正14年）3月：同上卒業
- 1924年（大正14年）4月：第一高等学校文科乙類入学。（同学年の文甲に服部四郎）
- 1925年（大正15年）9月-11月：肺結核で約1ヵ月半欠席
- 1928年（昭和3年）3月：上校を卒業
- 1928年（昭和3年）4月：東京帝国大学文学部言語学科入学（服部四郎は英吉利文学科）
- 1931年（昭和6年）3月：同上卒業（服部四郎も同学科卒業）
- 1931年（昭和6年）8月：肺結核で鈴木療養所(神奈川県鎌倉郡)に入所
- 1932年（昭和7年）7月：同上を退所
- 1933年（昭和8年）7月：同上へ再入所
- 1935年（昭和10年）4月：洗礼を受ける（於東京牛込の「いのち」の支社）
- 1935年（昭和10年）10月：上所を退所
- 1939年（昭和14年）4月：大正大学専任講師[1]。「国語学史概要」｢国語学史｣を担当。
- 1940年（昭和15年）2月：肋膜炎を患う
- 1940年（昭和15年）4月：大正大学講師辞任
- 1941年（昭和16年）8月：西浦海浜病院（神奈川県三浦郡）に入院
- 1942年（昭和17年）10月：同上を退院。以後は自宅療養。
- 1943年（昭和18年）5月：文学博士の学位を取得
- 1952年（昭和27年）3月13日：逝去（満四十三歳。戒名：明了院叡譽秀世居士）

（出典：）

## 受賞・栄典
- 1952年（昭和27年）2月：学士院賞を受賞。

## 研究内容・業績
大学卒業後、矢継ぎ早に論文を出し、当時の学界の第一線に立った。しかし、その活躍は卒業後のわずか10年間のみであり、その10年もほとんどの時間を病院・診療所で過ごしている。33歳以降は論文の数は激減し、闘病の末43歳で没した。橋本進吉から、東京帝大の国語学主任教授の後任と白羽の矢を立てられながら、辞退したのも病身の故であった。

### 卒業論文
有坂が昭和5年12月に東京帝国大学へ提出した卒業論文は、言語学科主任教授の藤岡勝二教授ひとりが目にしたと思われ、現存はしないようである。東京大学文学部保管の記録には成績は記入されているが題目は記入されていない。没後出版された『上代音韻攷』所収の「略年譜」には「奈良時代に於ける国語の音声組織について」とあるが、これは疑わしく、正しくは「奈良町時代に於ける国語の音韻組織について｣であったと思われる。また、その内容は、後年『上代音韻攷』で目にする事になる論考の原型であったと推測される。

### 上代特殊仮名遣に関して（「音節結合の法則」）
国語学史上における有坂の最大の業績は、上代特殊仮名遣における「母音調和」又はその痕跡を発見したことである。
まず「国語にあらわれる一種の母音交替について」（『音声の研究』昭和6年12月）において、甲・乙類の仮名に関して、「甲類の仮名に用ゐられた漢字の音は主として明瞭な後舌母音を含み、乙類の仮名に用ゐられた漢字の音は主として中舌的又は前舌的（殊にUmlaut的）の母音を含んでゐる。」と指摘した。
その後、有坂は「古事記に於けるモの仮名の用法に付いて」（『国語と国文学』昭和7年11月）において、さらに分析を深めて、以下の如き「法則」を発表した。
1. オ列甲類音とオ列乙類音とは、同一結合単位内に共存することはない。
2. ウ列音とオ列乙類音とは、同一結合単位内に共存することは少ない。特に2音節の単位結合については例外がない。
3. ア列音とオ列乙類音とは、同一結合単位内に共存することが少ない。

しかし、この論文の1か月前に池上禎造が、ほぼ同内容の論文「古事記に於ける仮名『毛・母』に就いて」（『國語・國文』昭和7年10月）を発表していた。この「先陣争い」は、以下に示すように原稿の日付と雑誌の出版月が「ねじれ」ており、やや複雑である。
- 有坂秀世: 昭和7年8月1日(原稿日付)、昭和7年11月(出版)
- 池上禎造: 昭和7年8月2日(原稿日付)、昭和7年10月(出版)

しかし、二人の間に争う気持ちのなかった事は、以下の文章から明らかである。
此の法則に関し、池上禎造は同じ事実を私とは独立に発見せられ、且その発表（私の「国語にあらはれる一種の母音交替について」の所説中の関係部分を引用しては居られるが）に於て私の「古事記に於けるモの仮名の用法について」より一ヶ月先んぜられたにも拘わらず、去る昭和十六年六月の日本諸学振興委員会国語国文学会の研究発表に於て、此の法則を私の研究として引用されたことは、まことに恐縮に存ずる所である。ここに特に記して、感謝の意を公にする次第である。—有坂秀世、「国語音韻史の研究：増補新版」p. 681.

## 重紐
- カールグレンの説に異を唱え、韻図の三・四等にあらわれる「三・四等両属韻」及び「三等専属韻」のうち、唇音・牙音・喉音において介音[ï]を想定したもの。有坂が音韻学においても当時の水準を上回っていたことを示している。

## 評価
- 金田一京助は、有坂の没後に出版された遺稿集『上代音韻攷』の序文で次のように述べている。

「有坂秀世博士が、昭和の言語学界に、彗星のごとく現れて、彗星のごとく去られた、そのあまりにも輝かに、そのあまりにもあえなさ……」
- 金田一京助は、東京帝大で教えた際、服部四郎と比較して有坂の実力を充分には理解できず、有坂に「乙」の評価をしたことを後年自責の念と共に告白している[注 1]。

## 家族・親族
父：有坂鉊蔵（しょうぞう）
- 1868年（慶応4年1月11日）：誕生
- 1884年（明治17年）3月2日：東京府本郷区向ヶ岡弥生町向ヶ岡貝塚で壺を発掘。後日これが弥生土器（第1号器）と認定された。
- 1887年（明治20年）：東京帝国大学工科大学入学
- 1890年（明治23年）：同上を卒業
- 1890～93年（明治26年）：フランスへ留学
- 1902年（明治35年）：工学博士。東京帝国大学工科大学教授。
- 1920年（大正9年）：海軍造兵中将
- 1923年（大正12年）：予備役に編入。
- 1926年（大正15年）：東京帝国大学名誉教授
- 1940年（昭和15年）：学士院賞受賞。受賞対象：『兵器考古代篇』『兵器考砲煩篇一般部』『兵器考砲煩篇海軍砲煩小銃』『兵器考近代篇』
- 1941年（昭和16年）：永眠

母：有坂（旧姓前田）敏子
海軍造兵総監・前田亨の次女。1882年（明治15年）攻玉社女子部に入学。高度の英語力を身につけており、秀世に大きな影響を与えると共に、晩年まで療養・執筆活動を支え続けた。1952年（昭和27年）『国語音韻史の研究：増補新版』の出版を待たず永眠。

## 主な著作

### 単著

#### 『音韻論』
昭和15年12月三省堂、増補版：昭和34年5月三省堂
- 第一編 音韻觀念
- 第二編 音韻體系
- 第三編 音韻變化の進行過程
- 第四編 音韻變化の諸原因
- 第五編 音韻の二重性格

#### 『国語音韻史の研究』
昭和19年7月明世堂、増補新版：昭和32年10月三省堂
- 下記「#論文」の項を参照

#### 『上代音韻攷』
昭和30年7月三省堂。執筆は昭和七年・八年頃。
- 第一部 古代日本語に於ける音節結合の法則
- 第二部 音韻変化について
- 第三部 奈良朝時代に於ける国語の音韻組織について

#### 『語勢沿革研究』
昭和39年三省堂。執筆は昭和2年10月～3年3月19日までの第一高等学校在学中。

#### 『有坂秀世言語学・国語学著述拾遺』
平成元年6月三省堂
1. 第1部 著書未収録の既発表論文(著書未収録の既発表論文について
  - 音声の認識について
  - 拙稿「音声の認識について」に対する訂正
  - 音の「変化」の概念について
  - Phonemeについて
  - 音韻に関する卑見」中の用語の訂正
  - 音韻体系の理想と現実
  - 音韻変化について
  - 奈良朝以前の国語に於ける発音の存否
  - 国語の「ス」の母音と支那語の「四」の母音
  - 〓@47D0部について
  - 「うちやめこせね」に就いて
  - 音義の区別と音韻
  - 音韻論
  - 上代に於ける特殊な仮名遣
  - 万葉集に於ける漸々の訓その他
  - シル<知>とミル<転>の考
  - 仮名遣改訂案について)
2. 第2部 「国語学史」講義録(「国語学史」講義録について
  - 有坂講師国語学史
  - 「授業経過報告」と「劣敗者の人生観」について)
3. 第3章 書簡集(「有坂秀世氏音韻論手簡」について
  - 書簡集
  - 附録(「有坂秀世博士略年譜稿」について

### 論文
昭和18年2月21日付け金田一京助宛て書簡で、自身の大部分の論文を下記の如く分類している。
1. 国語に於ける用字法並に音韻状態に関するもの
2. 唐音資料に基いて近古・近世の国語の音韻状態を開明したもの
3. 支那語に関するもの
4. 古典の訓詁に関して

この分類に従って、論文を列記する。括弧内は初出雑誌、及び収録著書。

#### 国語における用字法並に音韻状態に関するもの
1. 母音交替に関するもの
  - 国語にあらわれる一種の母音交替について（「音声の研究」昭和6年12月、「音韻史」）
  - 母音交替の法則について（「音声学協会会報」昭和9年9月、「音韻史」）
2. 母音調和・音節結合の法則に関するもの
  - Vokalharmonieの概念について（「音声学協会会報第24号」昭和6年9月、「音韻史」では「「母音調和」の概念について」と改題）
  - 古事記に於けるモの仮名の用法に付いて（「国語と国文学」昭和7年11月、「音韻史」）
  - 古代日本語に於ける母音結合の法則（「国語と国文学」昭和9年1月、「音韻史」）
3. その他
  - 新撰字鏡に於けるコの仮名の用法（「国語と国文学」昭和12年1月、「音韻史」）
  - 上代に於けるサ行の頭音（国語と国文学）昭和11年1月、「音韻史」）
  - 奈良朝時代東国方言のチ・ツについて（「方言」昭和10年3月、「音韻史」）

#### 唐音資料に基いて近古・近世の国語の音韻状態を開明したもの
1. 近古・近世の国語の音韻
  - 唐音に反映したチ・ツの音価（「音声学協会会報」昭和12年5月、「音韻史増補」）
  - 諷経の唐音に反映した鎌倉時代の音韻状態（「言語研究」昭和14年4月、「音韻史」）
  - 江戸時代中頃に於けるハの頭音について（「国語と国文学」昭和13年10月、「音韻史」）
2. 『五韻次第』に関するもの
  - 唐音を弁ずる詞と韻目を暗誦する詞（「国語研究」昭和15年4月、6月、7月、「音韻史」）
3. その他
  - 「帽子」等の仮名遣について（「文学」昭和16年7月、「音韻史」）
    - 註: 有坂自身は昭和17年と誤記している

  - 古音推定の資料としての音相通例の価値（「コトバ」昭和12年4月、5月、6月、「音韻史」）

#### 支那語に関するもの
1. 隋等時代の音韻状態に関するもの
  - 隋代の支那方言（「方言」昭和11年１月、「音韻史」）
  - メイ（明）ネイ（寧）の類は果たして漢音ならざるか（「音声学協会会報」昭和15年11月、「音韻史」）
  - 悉曇蔵所伝の四声について（「音声学協会会報」昭和11年4月、「音韻史増補」）
2. 拗音的要素に関して
  - カールグレンの拗音説を評す（「音声学協会会報」昭和12年11月、13年3月、7月、14年7月、「音韻史」）
  - 唇牙喉音四等に於ける合口性の弱化傾向について（「音声学協会会報」昭和16年6月、「音韻史」）
  - 先秦音の研究と拗音的要素の問題（「音声学協会会報」昭和15年3月、「音韻史」）
3. 朝鮮漢字音の関して
  - 漢字の朝鮮音について（「方言」昭和11年4月、5月、「音韻史」）
4. 現代支那方言について
  - 山東系の一方言について（「方言」昭和12年1月、「音韻史」）

#### 古典の訓詁に関して
1. 祝詞・宣命に関して
  - 下二段活用の補助動詞「たまふ」の源流について（「国語と国文学」昭和8年5月、「音韻史」）
  - 下二段活用の補助動詞「たまふ」の源流について(再考)（「国語と国文学」昭和10年5月、「音韻史」）
  - 祝詞宣命の訓義に関する考證（「国語と国文学」昭和12年5月、「音韻史」）
  - 金有等麻宇之多麻敝禮」について（「国語と国文学」昭和13年1月、「音韻史」）
  - 「申し賜へと申さく」について（「国語と国文学」昭和15年8月、「音韻史」）
  - 不可能を意味する「知らず」について（「藤岡博士功績記念言語学論文集」昭和10年12月、「音韻史」）
2. その他
  - シル（知）とミル（轉）の考（「国語と国文学」昭和15年10月、「音韻史」で「古動詞「みる」（廻・轉）について」、「音韻史増補」で「シル（知）の考」として））
  - 万葉集訓義雑考（「国語研究」昭和16年1月、「音韻史増補」）
  - 古語雑考（「国語研究」昭和16年5月、6月）

#### 「国語音韻史の研究」に収録されながら、上記書簡に言及されていない論文
- カムカゼ（神風）のムについて（「国語研究」昭和11年4月）
- 「母音調和」の概念について（「音声学協会会報」昭和6年9月）
- ゾの万葉仮名について（「国語と国文学」昭和10年8月）
- 万葉仮名雑考（第一～四）（「国語研究」昭和10年7月）
- 音韻制度の本質について（「国語と国文学」昭和16年9月）
- アクセントの型の本質について（「言語研究」昭和16年4月）
- 「やうやう」の原形について（「国語研究」昭和16年1月）

#### 「国語音韻史の研究増補新版」に収録されながら、上記書簡に言及されていない論文
- 万葉仮名雑考（第五、第一後半）（「国語研究」昭和10年7月）
- 書史会要の「いろは」の音註について（「言語研究」昭和25年8月。昭和19年6月8日校了）
- 入声韻尾消失の過程（「音声学協会会報」昭和11年4月）
- 正倉院御蔵旧鈔本蒙求の漢音（橋本進吉博士還暦記念国語学論集）昭和19年10月）
- 「わする」の古活用について（「方言」昭和9年9月）
- 「語根」の概念について（「国語と国文学」昭和11年10月）
- 古辞書「和名集」について（「金田一京助博士古希記念言語民族論集」昭和28年5月。執筆は昭和17年）
- （書評）菊津李生氏著「国語音韻論」（「国語と国文学」昭和11年5月）
- （書評）S. Yoshitake: The Phonetic System of Ancient Japanese（"Bulletin of the School of Oriental Studies", VIII, 1935-3。ただし「国語音韻史の研究増補新版」に収録されているのは亀井孝、三根谷徹による翻訳）

## 研究態度
教職・教鞭経験が短いためか（昭和14年4月～15年3月、大正大学においてのみ）、自身の研究態度を明確に述べたものは数少ないが、下記の2編が雄弁に語っている。
- 「私ハ少クトモ現今ノ地位ニアツテ、自身ノ研究ノタメニハアラユル方法ヲ尽シ、凡ソ研究材料トシテ、若シクハ参考トスベキ先輩ノ意見トシテ、私ニ見、私ノ聞キ得ルモノハ、一切骨マデシャブリ尽シテ滓サヘモ止メナイ積リデアル。」（『語勢沿革研究』[11]）
- 「我々は、偉人の業績を見る際、徒らにその「要領のよさ」をのみ羨望してゐてはならない。更にその「要領のよさ」の根底に存する所の、燃えるような研究心、求道心に着目しなければならない。我々の憂ふる所は、ただ自身に「求める心」の欠乏してはゐないかということのみである。」（「劣敗者の人生観」[12]）